# Ampfing
Ampfing là một đô thị thuộc huyện Mühldorf bang Bayern nước Đức